# Ordem da Águia Vermelha

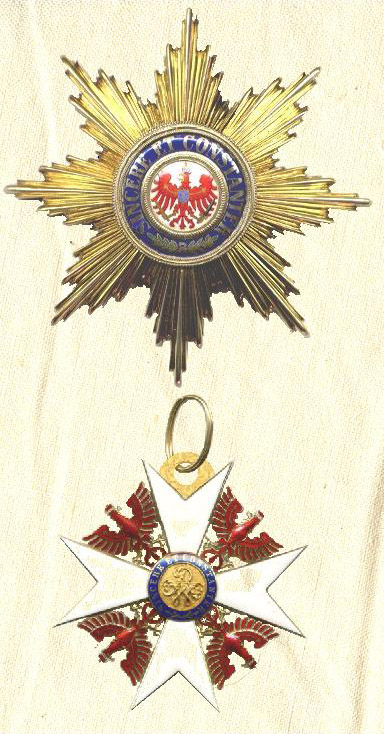
Grã-cruz

A Ordem da Águia Vermelha ou Ordem da Águia Rubra (alemão: Roter Adlerorden) foi uma ordem de cavalaria do Reino da Prússia, instituida pelo príncipe herdeiro da Casa de Hohenzollern Jorge Guilherme de Brandenburg-Bayreuth em 17 de novembro de 1705, tendo seu fim após a derrota na Primeira Guerra Mundial e o subsequente fim do Império Alemão, em 1918.
A honraria era concedida a civis e militares, prussianos ou não, em reconhecimento ao valor em combate, liderança e mérito militar.
Tinha os seguintes graus: 
- Grã-Cruz
- Primeira Classe
- Segunda Classe
- Terceira Classe
- Quarta Classe
- Medalha